# Condado de Kankakee
O Condado de Kankakee é um dos 102 condados do Estado americano de Illinois. A sede do condado é Kankakee, e sua maior cidade é Kankakee. O condado possui uma área de 1 765 km² (dos quais 12 km² estão cobertos por água), uma população de 103 833 habitantes, e uma densidade populacional de 59 hab/km² (segundo o censo nacional de 2000). O condado foi fundado em 11 de fevereiro de 1853.